# 102-мм пушка Обуховского завода

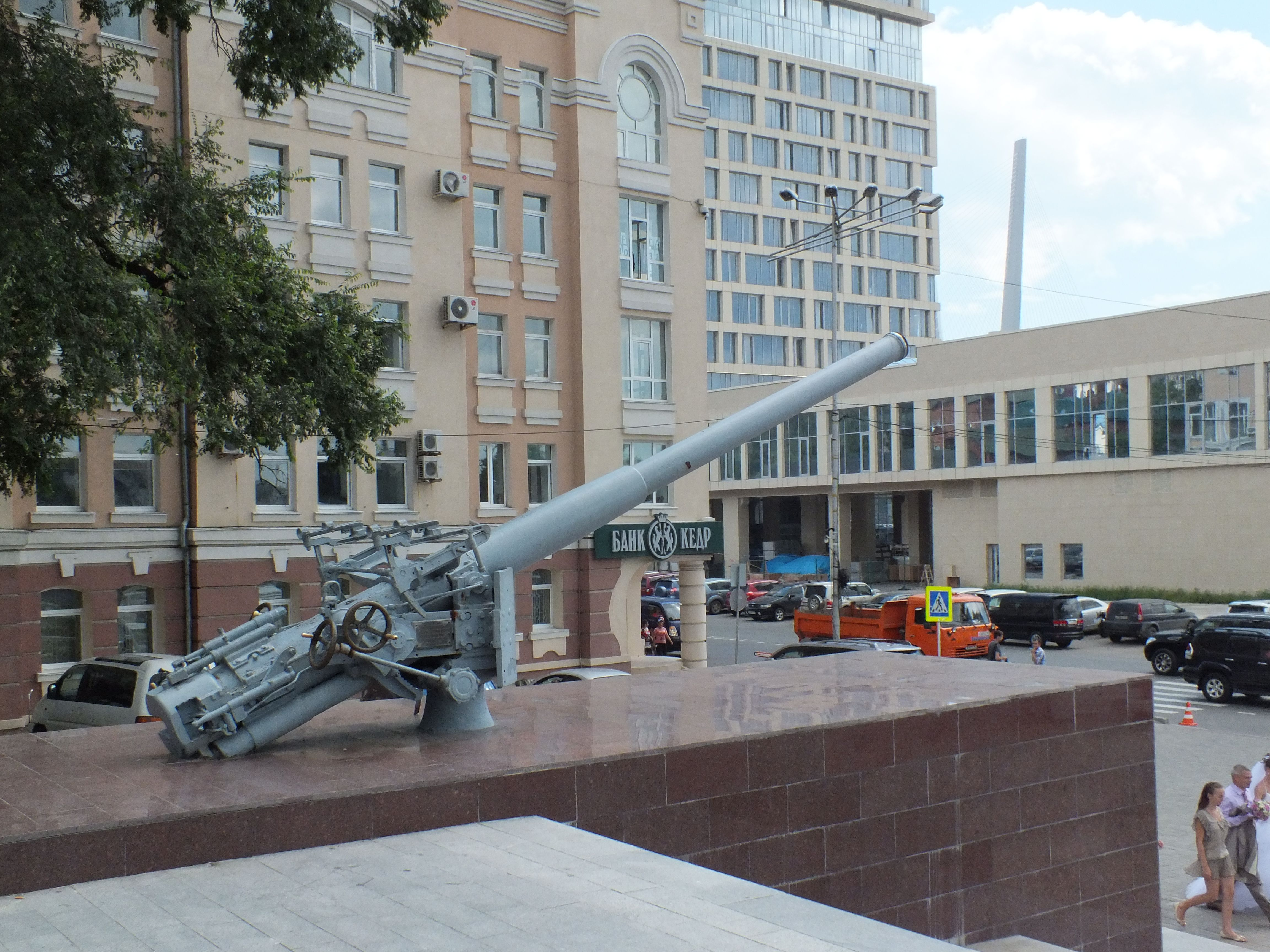
Владивосток, 102-мм пушка Обуховского завода у Мемориального комплекса на Корабельной набережной (Вечный огонь рядом с подводной лодкой С-56).

102-мм пушка Обуховского завода — корабельное орудие калибра 102 мм, разработанное конструкторами Обуховского сталелитейного завода. Состояло на вооружении Военно-Морского Флота Российской империи (позднее — ВМФ СССР) с 1909 по начало 1950-х годов. К 1916 году на Обуховском сталелитейном заводе было выпущено 225 орудий этого типа. Производство орудия небольшими сериями осуществлялось и позднее.

## История создания
Вопрос о необходимости перевооружения эскадренных миноносцев русского флота с орудий 75-миллиметрового противоминного калибра на более мощные был поднят начальником Минной дивизии Балтийского флота Н. О. фон Эссеном в январе 1907 года.
Разработка нового скорострельного 102-мм (4-дюймового) орудия велась при технической консультации английской фирмы «Виккерс» на Обуховском сталелитейном заводе. В августе 1909 года успешно завершились полигонные испытания новой пушки; к концу этого же года на Обуховском заводе развёрнуто её серийное производство. Первые серийные орудия установлены на серии эскадренных миноносцев класса «Доброволец» (кроме эскадренных миноносцев типа «Лейтенант Шестаков» вооружённых 120-мм пушками Канэ).
Также орудия этого типа устанавливались на эсминцы типа «Новик».

## Конструкция орудия
Орудие состояло из внутренней трубы длиной 60 калибров (6284 мм), скрепляемой тремя цилиндрами, надетыми в горячем состоянии. Нарезная часть орудия длиной 5285 мм состояла из 24 нарезов глубиной 1,02 мм. На казённую часть орудия в горячем состоянии надевался кожух, а на последний навинчивался казённик. Затвор орудия — клинового горизонтально-скользящего типа с полуавтоматикой, обеспечивающей при откате открывание затвора и экстракцию стреляной гильзы. Благодаря полуавтоматике техническая скорострельность орудия была доведена до 12—15 выстрелов в минуту, практическая скорострельность — около 10 (не более 12). Длина отката орудия составляла 711 мм.
Первые 102-мм установки Обуховского завода имели углы возвышения −6…+15° и дальность стрельбы 54 кабельтова. Артиллерийские установки снабжались стальным щитом толщиной 38 мм и массой 290 кг. Щит прикрывал лишь механизмы артиллерийской установки, но не защищал артиллерийскую прислугу (в составе расчёта из семи человек).
В 1914 году под тумбу орудия был поставлен барабан высотой 200 мм. Благодаря его установке удалось повысить угол возвышения орудия до 20° (склонения до 10°), а с 1916 года (после замены барабана старой конструкции на новый высотой 320 мм) до 25°, увеличив тем самым дальность стрельбы до 72 кабельтовых. В этом же году Обуховский завод начал выпуск орудий с 500-мм барабаном, а Металлический завод новые станки, все с углом возвышения 30° (дальность стрельбы была увеличена до 88 кабельтовых — 16,3 км).
Стрельба производилась 102-мм унитарными патронами массой 30 кг со снарядом массой 17,5 кг и латунной гильзой с зарядом 7,5 кг. В боекомплект орудия входили как фугасные (образца 1911 и 1916 годов), так и шрапнель, ныряющий и осветительный беспарашютный снаряды. Начальная скорость фугасного снаряда (масса заряда 5,2 кг) составляла 823 м/с.
Корабельное орудие могло использоваться на платформах (палубах кораблей) при углах крена до 12°, или до 20—25°, но с пониженной скорострельностью.

## Оценка орудия
Благодаря своим высоким баллистическим качествам, высокой скорострельности, малому рассеиванию залпов, централизованному управлению огнём 102-мм орудия Обуховского завода заслужили высокую оценку военными специалистами того времени. В течение Первой мировой войны 102-мм орудия широко использовались против боевых кораблей и транспортов противника на Балтийском и Чёрном морях.